# Історичний факультет Харківського університету
Історичний факультет Харківського національного університету імені В. Н. Каразіна — підрозділ Харківського національного університету імені В. Н. Каразіна, який готує фахівців для викладацької, навчально-виховної, науково-методичної та організаційно-управлінської діяльності зі спеціальностей історія, історіографія та археологія.

## Історія
Свою історію факультет веде з моменту заснування університету (1804 рік), коли було засновано історико-філологічний факультет. Серед викладачів та вихованців університету дореволюційного та радянських часів були такі видатні історики як академіки І. І. Срезневський, Олексій Деревицький, Микола Костомаров, В. С. Іконніков, Марин Дринов, В. К. Надлер, М. Ф. Сумцов, Дмитро Багалій, Ф. І. Шміт, Дмитро Яворницький, Матвій Яворський, Владислав Бузескул, Олександр Шліхтер та ін.
1910 року вперше в історії звання почесного доктора російської історії в Харківському університеті отримала жінка — історикиня та етнографиня Олександра Єфименко. Серед почесних докторів університету був Михайло Грушевський.
Від 1933 року, коли після перерви було відновлено Харківський університет, історичний факультет підготував близько 10 тисяч спеціалістів-істориків, з них понад 300 захистили кандидатські дисертації, понад 50 —докторські. Деякі з них уславили себе видатними відкриттями в різних галузях науки.
Видатним теоретиком історичної науки є вихованець факультету, член Королівського історичного товариства (Велика Британія), доктор історичних наук Михайло Барг. Великий внесок у розшифровку писемності майя зробив доктор історичних наук, професор Ю. В. Кнорозов, який свого часу навчався на історичному факультеті. Видатним сходознавством-арабістом середини XX ст. був заслужений діяч науки України, проф. А. П. Ковалевський.
Серед тих, хто закінчив історичний факультет, є доктори наук найуславленіших у світі вищих навчальних закладів: Сорбонни, Оксфорду, Карлова університету тощо. Вихованці й викладачі факультету обирались академіками багатьох академій світу. Наприклад, М. С. Дринов був обраний академіком усіх слов'янських академій наук, що існували в його час, а Болгарська академія наук заснувала Золоту медаль на його пошану — найвищу нагороду цієї академії.
Серед директорів Інституту історії НАН України були академіки Андрій Скаба та Юрій Кондуфор — викладачі історичного факультету. Серед випускників факультету чимало заслужених вчителів. Почесними докторами університету є академіки Петро Тронько та Валерій Смолій.
Сьогодні історичний факультет ХНУ є одним з найавторитетніших в України наукових навчальних центрів. На факультеті працюють 12 докторів наук, професорів, 28 кандидатів наук, доцентів. Серед викладачів факультету є чимало таких, чия діяльність відзначена почесними званнями та нагородами. Майже всі викладачі факультету — його випускники, що забезпечує збереження традицію наукової шкіли.

## Навчання
Студенти історичного факультету отримують фахову та ґрунтовну мовну підготовку. Окрім англійської, французької, німецької мов, вони вивчають старослов'янську, давньогрецьку, латинську мови.
З 3-го курсу студенти мають можливість проходити спеціалізацію на 5-х кафедрах факультету
Випускники факультету можуть обіймати посади в галузі освіти (загальноосвітня, професійна та вища школа), науки (науково-дослідницьки організації та установи, архівної та музейної справи, видавницької справи, туризму тощо. Серед випускників факультету багато громадських, державних діячів, дипломатів, працівників правоохоронних органів.
Діє студентське наукове товариство, регулярно проводяться засідання студентських гуртків, студентські наукові конференції, виходять друком 2 наукові із грифом Вищої атестаційної комісії України та студентський науковий збірники.
Факультет проводить щорічно 3 студентські міжнародні конференції молодих учених: «Каразінські читання (історичні науки)» — у квітні, «Кирило-Мефодіївські читання» — у травні, а також  краєзнавчу — у грудні, підготовкою яких займаються студенти — члени студентського наукового товариства.
Історичний факультет завжди підтримував тісні різнобічні зв'язки з науковими закладами і колегами як України, так й інших країн — Росії, Болгарії, Німеччини, Польщі, США та ін. Тут навчаються студенти та аспіранти з інших держав.
Факультетом видаються 2 наукові збірники, які мають гриф Вищої атестаційної комісії України — «Вісник Харківського національного університету імені В. Н. Каразіна. Історія» та «Актуальні проблеми вітчизняної та всесвітньої історії». Також видається збірник тез доповідей  «Каразінські читання (історичні науки)» однойменної міжнародної конференції молодих учених.
Студенти  обов'язково проходять археологічну, музейно-архівну та педагогічну практики. Так, після першого курсу студенти стають учасниками археологічних розкопок легендарного скіфського міста Гелон, скіфських курганів, пам'яток епохи бронзи та середньовіччя, античного Херсонесу, а також у Музеї археології та етнографії Слобідської України. Під час музейно-архівної практики на другому курсі студенти відвідують пам'ятки та музеї не лише Харкова, а й Києва та інших міст України (Стара фортеця Кам'янця-Подільського або храм Святої Софії у Києві).
На факультеті діє Спеціалізована рада із захисту докторських дисертацій. Щорічно на факультеті навчається близько 20 аспірантів та докторантів.

## Кафедри

### Кафедра історії України
Кафедра проводить спеціалізацію студентів з історії України.

### Кафедра стародавньо світу та середніх віків

#### Історія кафедри
Кафедра історії стародавнього світу і середніх віків була заснована у 1978 р. внаслідок злиття у один науково-педагогічний колектив істориків стародавнього світу, які працювали до цього у складі кафедри стародавньої історії та археології, та істориків середньовіччя, які працювали у складі кафедри історіографії, джерелознавства і середніх віків. У цей час на кафедрі працювали: д.і.н. В. І. Кадєєв — зав. кафедрою, к.і.н., доц. Ю. О. Голубкін, к.і.н., доц. Л. П. Калуцька, к.і.н., доц. В. О. Латишева, к.і.н. доц. Г. В. Фрізман, ст. викл. В. Ф. Мещеряков, к.і.н., доц. А. І. Митряєв. Лаборантами кафедри за її заснування були Є. В. Лєкарь і О. П. Ганжа (Яновська) — випускниці історичного факультету.
У 1980-ті рр., замість доц. Г. В. Фрізмана, котрий вийшов на пенсію, і померлої Л. П. Калуцької на кафедру прийшли І. П. Сергєєв і С. Б. Сорочан, а у 1988 р. — С. В. Д'ячков. У 1992 р., після виходу на пенсію А. І. Митряєва, викладачем кафедри став О. П. Мартем'янов, а у 1994 р. — випускниця аспірантури О. А. Ручинська. Старшими лаборантами кафедри працювали Л. П. Сальтєвська, випускниця історичного факультету, і Л. І. Котова, яка закінчила Харківський інститут культури.
В 2000 р. доц. С. В. Д'ячков, у зв'язку з призначенням на посаду директора університетського ліцею, перейшов на кафедрі 0,5 ставки, і на кафедру було прийнято аспіранта К. Ю. Бардолу. У 2002 р., після смерті В. Ф. Мещерякова, який працював на кафедрі з неповним навантаженням (оскільки одночасно обіймав посаду проректора університету), викладачем кафедри став випускник і пошукач кафедри С. Д. Литовченко. З 2009 р. сумісником на кафедрі працює А. М. Домановський, а з 2010 р. — А. М. Токарев, який суміщав посаду викладача кафедри з посадою старшого лаборанта, а з 2011 р. був обраний на посаду старшого викладача кафедри. Старшим лаборантом кафедри тоді ж стала І. О. Книш.
На кафедрі захищені 22 кандидатських дисертації; докторська дисертація з історії Візантії (С. Б. Сорочан) і докторська дисертація з історії Стародавнього Риму (І. П. Сергєєв).

#### Науково-дослідницька робота
Наукова діяльність викладчів, аспірантів і пошукачів кафедри зосереджена на дослідженні історії та археології Середземномор'я і Причорномор'я античної і середньовічної доби, а також економіки, суспільних рухів та ідеології у європейських країнах в період переходу від феодалізму до капіталізму.
Результатом дослідження зазначеної проблематики стало видання низки монографій: «Херсонес Таврический в первых веках нашей эры» (В. І. Кадєєв); «Экономические связи античных городов Северного Причерноморья в I в. до н. э. – V в. н. э.» (В. І. Кадєєв, С. Б. Сорочан); «Херсонес Таврический. Быт и культура» (В. І. Кадєєв); «Время молчания прошло» (автор Генріх Фаусель, перекладач Ю. О. Голубкін); «Византия IV – IX веков. Этюды рынка» (перше видання - 1998 р., друге, випр. и доп. - 2001 р.) (С. Б. Сорочан); «Римская империя в III веке н. э.» (І. П. Сергєєв); «Жизнь и гибель Херсонеса» (С. Б. Сорочан, В. М. Зубар, Л. В. Марченко) (видання 2000, 2001, 2006 рр.); «Болгарские дневники» (В. І. Кадєєв); «История и археология Причерноморья» (В.І. Кадєєв); «Мартин Лютер. Жить и возвещать дела Господни» (Ю. О. Голубкін); «Херсонес-Херсон-Корсунь» (С. Б. Сорочан, В. М. Зубар, Л. В. Марченко); «Херсонес Таврический в середине I в. до н. э. – VI в н. э.» (колектив авторів, кафедру представляє С. Б. Сорочан); «У истоков христианства в Юго-Западной Таврике: эпоха и вера» (В. М. Зубар, С. Б. Сорочан); «Классики теологии / Эпоха Реформации и Контрреформации» (німецьке видання підготували Генріх Фріс и Георг Кречмар, відповідальний редактор і перекладач російськомовного видання Ю. О. Голубкін); «Византийский Херсон (вторая половина VI - первая половина Х вв.)» (С. Б. Сорочан); «Исследования о Мартине Лютере: Статьи и воспоминания» (Ю. О. Голубкін); «Маслины – античное поселение в Северо-Западном Крыму: Статьи и воспоминания» (В. О. Латишева); «Византия. Парадигмы быта, сознания и культуры» (С. Б. Сорочан); «Становление официальной идеологии принципата императора Августа» (А. М. Токарев); «Історія Візантії. Вступ до візантиністики» (колектив авторів, кафедру представляють С. Б. Сорочан та А. М. Домановський); «Жития епископов Херсонских в контексте истории Херсонеса Таврического» (колектив авторів, кафедру представляє С. Б. Сорочан). Опубліковано понад 600 статей в українських і зарубіжних наукових журналах і збірниках.
З 2011 р. кафедра видає науковий щорічник з візантиністики «Нартекс» (головний редактор - С. Б. Сорочан, заступник головного редактора - А. М. Домановський).
З 2007 р. кафедра веде науковий блог  http://byzantina.wordpress.com/ (головний редактор А. М. Домановський).
Кафедра організувала дослідження кількох археологічних експедицій. Перша з 1963 до 1984 рр. під кервіництвом В. І. Кадєєва, а потім з 1987 до 1990 рр - С. Б. Сорочана, а з 1991 р. і до сьогодні С. В. Д'ячкова здійснювала розкопки Херсонеса Таврійського, а останніми роками - генуезької фортеці Чембало. Північно-Кримська археологічна експедиція під керівництвом В. О. Латишевої до 1987 р. досліджувала кілька античних поселень, що входили до складу Херсонеської держави біля її північних кордонів на північно-західному узбережжі Криму. Археологічна експедиція «Цитадель» з 1996-х р. здійснює під керівництвом С. Б. Сорочана (з 2009 р. - А. М. Домановського) дослідження цитаделі Херсонеса Таврійського.

#### Навчальна робота
Викладачі кафедри викладають загальні курси історії Стародавнього Сходу, історії Стародавньої Греції та Стародавнього Риму, історії середніх віків, історії середньовічного Сходу, а також низку спеціальних курсів, а саме: «Історія античної культури», «Історія культури середньовічної Європи», «Повсякденне життя у античному світі», «Історія культури античних міст Північного Причорномор'я», «Джерелознавство історії античності», «Джерелознавство історії середніх віків», «Історіографія історії античності», «Історіографія історії середніх віків», «Релігійні течії пізньої античності. Гностицизм», «Антична археологія», «Давньогрецька мова», «Латинська мова», «Історія культури Стародавнього Сходу», «Історія письма і книжкової справи у середні віки», «Основи і методика наукової роботи історика-медієвіста», «Історія і археологія середньовічного Херсонеса», «Вступ до біблеїстики», «Методика викладання історії стародавнього світу і середніх віків у загальноосвітній школі»,  «Основи науково-дослідницької праці медієвіста»,  «Візантія: історія, побут, менталітет» та ін.

#### Співробітники
к.і.н., доц. Бардола Костянтин Юрійович

к.і.н., доц. Домановський Андрій Миколайович (до 2020 р.)

к.і.н., доц. Д`ячков Сергій Володимирович

к.і.н., доц. Литовченко Сергій Дмитрович

ст. лаб. Грінченко Олександра 

к.і.н., доц. Ручинська Оксана Анатоліївна

ст. лаб. Сальтєвська Любов Павлівна

д.і.н., проф. Сергєєв Іван Павлович

д.і.н., проф. Сорочан Сергій Борисович

к.і.н., доц. Токарев Андрій Миколайович

#### Контакти
Ауд. 5-52 (кафедра історії стародавнього світу і середніх віків), Майдан Свободи, 4, Харків 61077, Україна
Room 5-52 (Department of history of the Ancient World and Middle Ages), Maidan Svobody, 4, Kharkiv 61077, Ukraine
Сайт: https://web.archive.org/web/20131013192855/http://www-history.univer.kharkov.ua/ancient/

### Кафедра нової та новітньої історії
Завідувач кафедри доктор історичних наук, професор Станчев Михайло Георгійович
доктор історичних наук, професор Чувпило Олександр Олександрович
доктор історичних наук, доцент Миколенко Дмитро Валерійович
кандидат історичних наук, доцент Йолкін Анатолій Іванович
кандидат історичних наук, старший викладач Коваленко Тетяна Миколаївна
кандидат історичних наук, доцент Страшнюк Сергій Юрійович
кандидат історичних наук, доцент Тумаков Олександр Іванович
кандидат історичних наук, старший викладач Ченчик Дмитро Володимирович
кандидат історичних наук, доцент Чернявський Леонід Сергійович

#### Контакти
Ауд. 5-57 (кафедра нової та новітньої історії), майдан Свободи, 4, Харків 61077, Україна

### Кафедра історіографії, джерелознавства та археології
Завідувач кафедри — доктор історичних наук, професор Посохов Сергій Іванович.

## Декани
Кадєєв Володимир Іванович 1978-1982
Довгопол Василь Микитович

## Відомі випускники
- Каневський Давид Ісакович — поет.
- Науменко С. Т. — український поет, офіцер ЗСУ.
- Пиріг Руслан Якович — дослідник проблем новітньої історії України, джерелознавець та архівіст, доктор історичних наук.
- Полурез Володимир Іванович — історик КПРС, політолог, доктор історичних наук.

### Депутати
- Зубов Валентин Сергійович

### Політики
Зубов Валентин Сергійович народний депутат
Мордовець Леонід Михайлович 
Філенко Володимир Пилипович

## Керівництво
- Литовченко Сергій Дмитрович — к.і.н., доц., декан історичного факультету з 24 червня 2016 року